# Ca n'Escarraman
Ca n'Escarraman és un edifici de Cabrera de Mar (Maresme) protegit com a Bé Cultural d'Interès Local.

## Descripció
Es tracta d'una casa de planta baixa, pis i golfes, amb dos cossos paral·lela a la façana principal i dos de laterals perpendiculars a la planta baixa. Al pis s'utilitzen només el cos de la façana i els laterals que tenen la distribució dels dormitoris i l'escala que, disposada a l'entrada, arriba fins a la part útil de les golfes.
Els esgrafiats que decoren la façana estan enquadrats per pilastres disposades sobre carreuats a la planta baixa. Les finestres i els portals estan emmarcats amb pedra granítica. Celler cobert amb volta de canó seguit.